# Jarosław Bodzek
Jarosław Artur Bodzek (ur. 1964) – polski archeolog i muzealnik, profesor uczelni w Instytucie Archeologii Uniwersytetu Jagiellońskiego. 
W 1987 ukończył  w Instytucie Archeologii UJ studia magisterskie. Stopień doktora nauk humanistycznych w zakresie uzyskał w 1998 na podstawie rozprawy pt. Symbolika zwycięstwa morskiego w sztuce okresu hellenistycznego (promotorem był prof. dr hab. Janusz Ostrowski), a stopień doktora habilitowanego w 2012 na podstawie pracy Mennictwo satrapów w okresie panowania Achemenidów (ok. 550-331 a.C.). 
Jest pracownikiem Instytutu Archeologii UJ od 1993, Zakładu Archeologii Klasycznej. Od 2020 zastępca Dyrektora Instytutu Archeologii UJ. 
Jego zainteresowania koncentrują się wokół zagadnień mennictwa starożytego, głównie greckiego, oraz sztuki i architektury starożytnej Grecji okresu archaicznego, klasycznego i hellenistycznego. 
Członek wielu organizacji naukowych, m.in. sekretarz Sekcji Numizmatycznej Komisji Archeologicznej PAN O/Kraków, członek Komisji Filologii Klasycznej PAU czy Stowarzyszenia Muzealników Polskich. Redaktor naczelny "Notae Numismaticae".
W latach 1999–2000 był dyrektorem Muzeum Czartoryskich w Krakowie, obecnie zaś jest kierownikiem Gabinetu Numizmatycznego Muzeum Narodowego w Krakowie.

## Wybrane publikacje
- Aigaika : studia nad historią wysp Morza Egejskiego od VII do II w. p.n.e., Kraków 2018 (wspólnie ze Sławomirem Sprawskim, Jakubem Kuciakiem i Wojciechem Duszyńskim).
- Ta satrapika nomismata: mennictwo satrapów w okresie panowania Achemenidów (ok. 550-331 a.C), Kraków 2011.
- Sylloge nummorum graecorum : Poland. Vol. 3, The National Museum in Cracow. P. 4, Sarmatia - Bosporus, Kraków 2006[3].